# Antoine Bohier

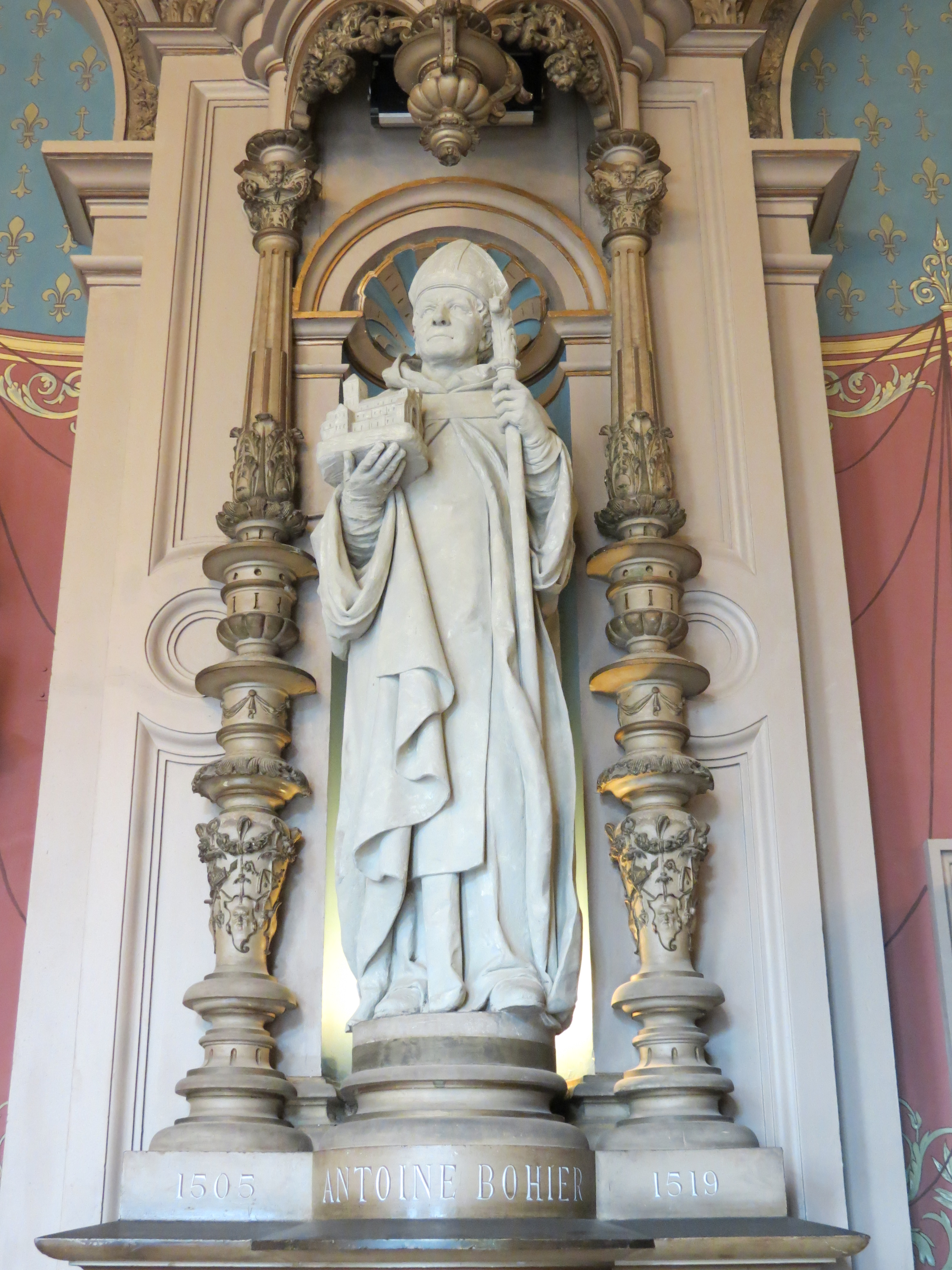
Bohier met abtenstaf en abdijkerk in de hand.

Antoine Bohier of Antoine Bohier du Prat (Issoire, circa 1462 – Blois, 27 november 1519) was een abt van benedictijnen in het koninkrijk Frankrijk. Hij eindigde zijn kerkelijke carrière als kardinaal-aartsbisschop van Bourges.

## Levensloop
Bohier groeide op in de provincie Auvergne, in het koninkrijk Frankrijk. Zijn ouders waren Astremoine Bohier, baron van Saint-Ciergues en Anne du Prat. De ganse kerkelijke carrière van Bohier stond onder bescherming van zijn neef, kardinaal Antoine du Prat, kanselier van Frankrijk.
Bohier trad jong in bij de benedictijnen in de abdij van Fécamp. Hij werd abt van Fécamp, wat hij combineerde met abt van Saint-Ouen, in de stad Rouen. Zowel Fécamp als Rouen liggen in Normandië. Bohier's functie van abt bracht hem in de Statenvergadering van het hertogdom Normandië. Bohier promoveerde tot kanselier van dit parlement.
In 1514 werd Bohier benoemd tot aartsbisschop van Bourges, en hiermee, tot primaat van Aquitanië. In 1517 ontving hij de kardinaalshoed. Bohier  was kardinaal-priester; eerst had hij in Rome de titelkerk Sint-Anastasiabasiliek, en nadien, de Santa Sabina. Kardinaal Bohier stierf aan het hof van de koning van Frankrijk, dat zich ophield in het kasteel van Blois (1519). Hij werd begraven in de kathedraal van Bourges.
- Gemeinsame Normdatei: 1113541334
- Système universitaire de documentation: 161749550
- Virtual International Authority File: 279896536
- WorldCat: E39PBJbGRVvy9ty64x4QrJBXVC